# Raphael Wolf
Raphael Wolf (München, Nyugat-Németország, 1988. június 6. –) német labdarúgó, az élvonalbeli Werder Bremen kapusa.